# Ozark (seriál)
Ozark je americký kriminální dramatický seriál vytvořený Billem Dubuquem a Markem Williamsem pro platformu Netflix, a produkovaný MRC a  Aggregate Films. V hlavních rolí jsou obsazeni Jason Bateman a Laura Linneyová jako Marty a Wendy Byrdeovi, manželský pár, který se s rodinou přestěhoval k jezeru Ozark za účelem praní špinavých peněz. Bateman je zároveň režisérem a výkonným producentem seriálu. První řada seriálu měla premiéru dne 21. července 2017, druhá série měla premiéru dne 31. srpna 2018 a třetí byla vydána dne 27. března 2020. První tři řady jsou všechny desetidílné. V červnu 2020 byl seriál obnoven pro poslední, čtvrtou řadu. Vydání čtrnáctidílné čtvrté řady bylo rozděleno na dvě části – prvních sedm dílů mělo premiéru dne 21. ledna 2022, přičemž zbylých sedm dílů bylo vydáno dne 29. dubna 2022.
Seriál Ozark získal uznání kritiků, kteří vyzdvihovali tón seriálu, režii, výrobu a herecké výkony (hlavně Batemana, Linneyové a Julie Garner). Seriál získal celkem 45 nominací na cenu Emmy, včetně tří za nejlepší dramatický seriál, přičemž Bateman cenu získal za nejlepší režii dramatického seriálu a Garner zvítězila třikrát v kategorii nejlepší herečka ve vedlejší roli v dramatickém seriálu v letech 2019, 2020 a 2022.

## Děj
Seriál pojednává o rodině Byrdeových. Hlava rodiny, Martin Byrde, pod maskou finančního poradce ve skutečnosti spolupracuje na praní špinavých peněz pro mexický drogový kartel, což se ale pokazí. V Chicagu to přestává být bezpečné, a tak se musí přestěhovat z chicagského předměstí Naperville k jezeru Ozarks ve státě Missouri, aby mohl dále pokračovat v činnosti a současně navrátit šéfovi kartelu chybějící peníze. U jezera se však střetává s dalšími problémy a místními zločinci.

## Obsazení

### Hlavní role
- Jason Bateman jako Martin „Marty“ Byrde, hlava rodiny Byrdeových, finanční poradce, podílí se na praní peněz pro mexický drogový kartel.[15]
- Laura Linneyová jako Wendy Byrdeová, Martyho manželka.
- Sofia Hublitzová jako Charlotte Byrdeová, dcera Martyho a Wendy.
- Skylar Gaertner jako Jonah Byrde, syn Martyho a Wendy
- Julia Garner jako Ruth Langmoreová, mladá žena, která pochází z rodiny kriminálníků.[16]
- Jordana Spiro jako Rachel Garrisonová (1.–2. řada; 4. řada vedlejší), majitelka baru „Modrá kočka“.
- Jason Butler Harner jako Roy Petty (1.–2. řada), agent FBI, který vyšetřuje případ Martyho.
- Esai Morales jako Camino Del Rio (1. řada), zaměstnanec drogového kartelu
- Peter Mullan jako Jacob Snell (1.–2. řada), místní výrobce heroinu.
- Lisa Emery jako Darlene Snellová, Jacobova žena.[17]
- Charlie Tahan jako Wyatt Langmore (2.–4. řada; 1. řada vedlejší), Russův starší syn a bratranec Ruth.
- Janet McTeer jako Helen Pierceová (3. řada; 2. řada vedlejší), právnička zastupující drogový kartel.[17]
- Tom Pelphrey jako Ben Davis (3. řada; 4. řada hostující), bratr Wendy s bipolární poruchou.[17]
- Jessica Frances Dukes jako Maya Millerová (3.–4. řada), zaměstnankyně FBI, která vyšetřuje podnikání Martyho kasina.
- Felix Solis jako Omar Navarro (4. řada; 3. řada vedlejší), vůdce mexického drogového kartelu, pro něhož Byrdeovi perou peníze.[18]
- Damian Young jako Jim Rattelsdorf (4. řada; 2.–3. řada vedlejší), právník, který se stane spojencem rodiny Byrdeových.[18]
- Alfonso Herrera jako Javier „Javi“ Elizondro (4. řada), Navarrův synovec.[18]
- Adam Rothenberg jako Mel Sattem (4. řada), soukromý detektiv.[18]

## Seznam dílů
| Řada | Díly | Premiéra na Netflixu                              |
| ---- | ---- | ------------------------------------------------- |
| 1    | 10   | 21. července 2017                                 |
| 2    | 10   | 31. srpna 2018                                    |
| 3    | 10   | 27. března 2020                                   |
| 4    | 14   | 21. ledna 2022 (1. část) 29. dubna 2022 (2. část) |

## Přijetí

### Ocenění
| Cena                       | Rok  | Oceněn          | Kategorie                                                 |
| -------------------------- | ---- | --------------- | --------------------------------------------------------- |
| AACTA International Awards | 2021 | Jason Bateman   | nejlepší herec v seriálu                                  |
| Zlatý glóbus               | 2021 | seriál Ozark    | nejlepší dramatický televizní seriál                      |
| Zlatý glóbus               | 2021 | Laura Linneyová | nejlepší herečka v seriálu - drama                        |
| Zlatý glóbus               | 2021 | Jason Bateman   | nejlepší herec v seriálu - drama                          |
| Zlatý glóbus               | 2021 | Julia Garnerová | nejlepší herečka ve vedlejší roli v seriálu nebo TV filmu |
| Zlatý glóbus               | 2019 | Jason Bateman   | nejlepší herec v seriálu - drama                          |
| Zlatý glóbus               | 2018 | Jason Bateman   | nejlepší herec v seriálu - drama                          |

### Kulturní dopad
Seriál Ozark pomohl zvýšit povědomí a cestovní ruch v oblasti jezera. V únoru 2018 byla ve městě Lake Ozark otevřena restaurace s názvem „Marty Byrde's“. Menu obsahuje položky inspirované seriálem, jako například „Ruth's Smoked Wings“ nebo „Darlene's Killer Lemonade“.